# 久保博
久保 博（くぼ ひろし、1949年9月7日 - ）は、宮城県出身の日本の新聞記者。プロ野球球団経営者。

## 略歴
東北大学文学部卒業後の1975年に読売新聞社入社。経済部や地方部の記者を務めた後、1995年に本社事業局事業開発部へ移って以後は事業畑がメイン業務となる。
以後は事業開発部次長、スポーツ事業部次長、スポーツ事業部長を歴任。スポーツ事業部長時代にはプロ野球球団読売ジャイアンツの主催試合興行形態の改革に乗り出し、週末・祝日のデーゲーム開催増加や子供向けイベントの開催などを実行した。また、ワールド・ベースボール・クラシック、日米野球、メジャーリーグベースボールの日本開幕戦などのイベント開催に関与した経歴を持つ。
読売新聞社主催の各種イベントの責任者を務めたり、全日本高校・大学生書道展の審査員を担当したり、他には日本ペア碁協会理事も務めて国際アマチュア・ペア碁選手権大会の大会役員を務めるなど、各方面にて多様な活動を展開した。
その他には経済産業省管轄の産業構造審議会委員に就任、製造産業分科会車両競技小委員会委員として車両競技（競輪・オートレース）のあり方に関する審議に参加している。
2014年6月に桃井恒和の後を受けてプロ野球球団読売ジャイアンツ代表取締役球団社長に就任した。
2022年7月に日本大学の理事に就任した。

## 人物
久保は高校時代にラグビーをやっていたこともあり、ラグビー応援団を自認している。東北大学時代には仙台から夜行列車に乗り、新日鐵釜石が出場するラグビー日本選手権決勝を観戦に東京・国立競技場まで足を運んだほどだという。
2019年に日本で開催されるラグビーワールドカップ日本大会では、「日本代表戦と、準決勝、決勝の試合で、スタジアムが8万人の満員になるのが夢だ」と語っている。